# Сунна
Сунна (на арабски: سنة, сунна, множествено число на арабски: سنن, сунан), в България и останалите бивши балкански територии на Османската империя позната още с турското произношение сюннет (на турски: sünnet), е арабска дума, означаваща навик или редовна практика. Може да означава обощено изказванията и практиките на пророка Мохамед.
Записването на сунната е предислямска арабска традиция и когато арабите приемат исляма, те пренасят традицията и в религията. Сунната на Мохамед включва негови конкретни думи, навици, практики и мълчаливи одобрения. Тя е от голямо значение за духовността на исляма, защото в нея се съдържат моделите за начин на живот, поведение, отношение към околните хора и управление.
Въпрос на диспут и контекст е до каква степен хадисите отразяват сунната. В контекста на Ислямското право някои видни ислямски учени смятат, че има разлика между хадисите и сунната, тъй като според тях някои от практиките на жителите на Медина не съвпадат с някои хадиси, и за това тези хадиси са били отхвърлени.
В контекста на биографичните записки относно Мохамед, сунната често се приема като синоним на хадисите, тъй като почти всички записки за Мохамед се отнасят до периода, в който той вече е пророк.